# Damm (Much)
Damm ist ein Ortsteil der Gemeinde Much im Rhein-Sieg-Kreis. 

## Lage
Much-Damm liegt im Homburger Bröltal gegenüber Damm (Ruppichteroth). Die Bröl bildet die Gemeindegrenze zwischen den Ortsteilen.

## Einwohner
Das Haus hatte 1901 vier Einwohner. Haushaltsvorstand war der Kleinhändler Franz Klein.